# スティルパートナーズ
株式会社スティルパートナーズは、日本の芸能事務所。所在地は東京都港区六本木。代表取締役は岩堀盛司。

## 沿革
2010年10月に設立。芸能プロダクションの他に音楽制作、広告代理業務を手がける。

## 所属タレント
- 千葉真一 - JJ Sonny Chiba -
- 真剣佑 - Mackenyu -
- 小栗香織 - OGURI KAORI -
- DJ Joey SlicK - ジョーイ・スリック -
- Butcher.K - ブッチャー -
- Meyou - ミュウ -
- 西田真吾 - ジャパンアクションクラブ -
- 合田賢治 - ジャパンアクションクラブ -
- 佐々木翼 - ジャパンアクションクラブ -

## 業務提携先
- 株式会社NKL
- JAC-NKL
- 浅井企画[2]